# Храпово (Смоленская область)
Храпово — деревня в Краснинском районе Смоленской области России. Входит в состав Краснинского городского поселения. Население — 45 жителей (2007 год). 
Расположена в западной части области в 6 км к югу от Красного, в 8 км южнее автодороги Р135 (Смоленск - Красный - Гусино), на берегу реки Свиная. В 26 км северо-западнее деревни расположена железнодорожная станция Гусино на линии Москва — Минск. 

## История
В годы Великой Отечественной войны деревня была оккупирована гитлеровскими войсками в июле 1941 года, освобождена в сентябре 1943 года.